# Ksenia Efremova
Ksenia Efremova (russisch Ксения Алексеевна Ефремова Xenija Alexejewna Jefremowa; * 28. April 2009 in Moskau, Russland) ist eine französische Tennisspielerin.

## Karriere
Ksenia Efremova begann im Alter von neun Jahren an der Mouratoglou-Akademie in der Nähe von Nizza zu trainieren. 2022 nahm sie erstmals an Juniorinnenturnieren der ITF teil, wo sie im ersten Jahr vier Titel gewann. Mitte November 2023 nahm sie erstmals an einem Profiturnier der ITF Women’s World Tennis Tour teil. Am 31. Dezember 2023 triumphierte sie beim W15-Turnier in Monastir, wo sie im Finale Selina Dal mit 7:65 und 6:0 bezwang. Sie wurde damit zu jüngsten Spielerin seit 2003 die ein Profi-Turnier gewann.

## Persönliches
Ksenia wurde in Russland geboren. Ihre Mutter Julija Jefremowa war ebenfalls Tennisprofi, ihr Vater starb 2021 an Krebs. Sie hat noch zwei Brüder. Ende Juni 2023 erhielt sie die französische Staatsbürgerschaft und vertritt seitdem das Land bei Turnieren.

## Erfolge

### Einzel

#### Turniersiege
| Nr. | Datum             | Turnier  | Kategorie | Belag     | Finalgegnerin    | Ergebnis      |
| --- | ----------------- | -------- | --------- | --------- | ---------------- | ------------- |
| 1.  | 31. Dezember 2023 | Monastir | ITF W15   | Hartplatz | Selina Dal       | 7:65, 6:0     |
| 2.  | 27. Juli 2024     | Monastir | ITF W15   | Hartplatz | Jenna DeFalco    | 1:6, 6:3, 6:2 |
| 3.  | 3. November 2024  | Monastir | ITF W15   | Hartplatz | Nina Radovanovic | 6:1, 7:5      |

### Doppel

#### Finalteilnahmen
| Nr. | Datum         | Turnier  | Kategorie | Belag     | Partnerin        | Siegerinnen                 | Ergebnis |
| --- | ------------- | -------- | --------- | --------- | ---------------- | --------------------------- | -------- |
| 1.  | 27. Juli 2024 | Monastir | ITF W15   | Hartplatz | Sophia Ksandinov | Zdena Šafářová Marie Villet | 1:6, 1:6 |

## Abschneiden bei Grand-Slam-Turnieren

### Juniorinneneinzel
| Turnier         | 2024 | 2025 | Karriere |
| --------------- | ---- | ---- | -------- |
| Australian Open | VF   | 1    | VF       |
| French Open     | —    | 2    | 2        |
| Wimbledon       | 2    | 2    | 2        |
| US Open         | 1    |      | 1        |

Zeichenerklärung: S = Turniersieg; F, HF, VF, AF = Einzug ins Finale / Halbfinale / Viertelfinale / Achtelfinale; 1, 2, 3 = Ausscheiden in der 1. / 2. / 3. Hauptrunde; nicht ausgetragen

### Juniorinnendoppel
| Turnier         | 2024 | 2025 | Karriere |
| --------------- | ---- | ---- | -------- |
| Australian Open | 1    | 1    | 1        |
| French Open     | —    | 1    | 1        |
| Wimbledon       | —    | 1    | 1        |
| US Open         | 1    |      | 1        |